# Attiéké
L'attiéké (detto anche acheke, pronuncia italiana /at͡ʃeˈke/) è una pietanza di consistenza simile al cuscus a base di manioca tipica della cucina della Costa d'Avorio.
Nel 2024 è stato inserito nella lista rappresentativa del patrimonio culturale immateriale dell'umanità dell'UNESCO.

## Caratteristiche
Il piatto è preparato con la polpa fermentata della manioca che poi viene grattugiata o fatta a granelli. L'attiéké può anche essere essiccata, con aspetto simile al cuscus.
L'attiéké è una ricetta originaria del Togo meridionale, ma è conosciuta in tutto il paese e anche in Benin. In Togo viene servito spesso con il kedjenou, uno stufato cotto lentamente.
L'attiéké fresco si deteriora rapidamente, pertanto deve essere consumato entro 24 ore dalla preparazione: la sua veloce deteriorabilità ha creato alcuni problemi nella sua distribuzione di massa sia nelle aree rurali che nelle zone urbane.
Nell'ambito urbano l'attiéké era all'origine una ricetta per la classe media e i poveri. Ha conosciuto una popolarità con il garba, un piatto composto d'attiéké e pesce fritto. Il garba era il piatto preferito della classe media e dei poveri perché era economico e permetteva ai lavoratori di fare il pranzo senza spendere troppi soldi; la maggior parte dei lavoratori in Togo lavora lontano dalle proprie case e con problemi di trasporti pubblici è difficile ritornare a casa per il pranzo. Oggi l'attiéké è diventato il piatto preferito di tutta la popolazione; consumare l'attiéké fa parte oggi della cultura ivoriana. In occasione di feste, celebrazioni e altre cerimonie in Togo è fondamentale avere l'attiéké per offrire una bella festa o una piacevole cerimonia. L'attiéké oggi ha preso una dimensione internazionale per il fatto che gli emigrati del Togo ne hanno fatto la promozione e la pubblicità. Altre persone di nazionalità generalmente africane hanno inserito il consumo di attiéké nelle loro abitudini alimentari. Anche cinesi e bangladesi consumano e vendono l'attiéké in Europa. Il problema principale dell'attiéké resta il suo rapido deterioramento che costituisce la sua debolezza nella distribuzione a livello industriale in tutto il mondo.
L'attiéké è generalmente considerato un prodotto soporifero e che sazia molto, grazie al suo alto contenuto di amido. È composto per più del 95% da carboidrati e ha un basso contenuto di grassi (circa il 2%) e proteine (meno del 2%). Il suo valore calorico è piuttosto basso, con circa 350 kCal per 100 g.

## Storia
L'attiéké deriva dal termine "adjèkè" della lingua ébrié parlata nel sud della Costa d'Avorio, nella zona di Abidjan. In origine, e a volte ancora oggi, le donne di etnia Ebrie non preparano la ricetta allo stesso modo di quella reperibile in commercio: pertanto, nel luogo di origine, il termine adjèkè viene usato per indicare il prodotto preparato per il commercio o per la vendita, al fine di distinguerlo dal prodotto preparato e consumato a casa (chiamato "Ahi"). I commercianti di lingua bambara hanno diffuso la parola storpiandola in "atchèkè", mentre i coloni francesi (certamente per motivi estetici) hanno trascritto il nome in "attiéké"; ad ogni modo nelle strade il nome viene spesso pronunciato "tch(i)Eke", elidendo la lettera iniziale.
L'attiéké è una specialità culinaria di alcuni popoli delle laguna (Ebrie, Adjoukrou, Alladian, Avikam, Attie e Ahizi) nel sud della Costa d'Avorio e viene tradizionalmente preparato dalle donne, che si raccolgono in gruppo nel proprio villaggio per la preparazione. Il suo consumo è così diffuso che sono state studiate e create apposite piante per ottenere una speciale variante di manioca.
Nel 1979 è stata creata la Società ivoriana di tecnologia tropicale (Société Ivoirienne de Technologie Tropicale - I2T), che grazie alle ricerche di M. Diarra e A. Umar, ha facilitato il lavoro dei produttori di attiéké, soprattutto modernizzando la produzione per produrre attiéké di maggiore qualità e massimizzare i profitti. Da allora l'attiéké ha conosciuto una diffusione di successo in Costa d'Avorio e viene anche esportato – disidratato – nei paesi europei, mentre il prodotto finito a forma di palla (abituale presentazione locale) viene venduto anche in altri paesi africani della sub-regione occidentale.
Negli ultimi anni, con l'aumento dell'emigrazione ivoriana, è diventato una prodotto esportato in Europa, soprattutto in Francia e Belgio, dove viene venduto disidratato, fresco o surgelato in confezioni di circa 500 grammi. Dovendo però rispettare gli standard di sicurezza alimentare, il prodotto deve essere confezionato e quindi viene venduto a circa 2 euro (1200 franchi CFA), pari a 10 volte il prezzo di acquisto per lo stesso prodotto acquistato in Costa d'Avorio.

## Preparazione
La manioca viene pelata, schiacciata e mescolata con una piccola quantità di manioca precedentemente fermentata e che costituisce il lievito, chiamato con termini diversi a seconda del gruppo etnico che lo produce ("mangnan" dagli Ebrie, "lidjrou" dagli Adjoukrou e "bêdêfon" dagli Allandjan). La pasta viene lasciata fermentare per uno o due giorni e al termine l'acido cianidrico (presente in grande percentuale nella manioca naturale) viene eliminato, la polpa viene disidratata, schiacciata, essiccata e vagliata. Si effettua infine la cottura finale della polpa a vapore. Dopo pochi minuti di cottura, l'attiéké è pronto per il consumo.

## Varianti

### Abgodjama
Si tratta di un attiéké preparato con cereali diversi dagli altri: i grani sono di grandi dimensioni e questo attiéké viene generalmente preparato per il consumo da parte delle popolazioni della laguna. Viene usata una varietà di manioca di alta qualità e costa di più rispetto alle altre varietà, per questo è spesso difficile da trovare.

### Attiéké di grano piccolo
Questa ricetta è quella più diffusa in commercio (e meno costosa) e utilizza cereali di più piccole dimensioni rispetto all'agbodjama.

### Attiéké di Garba

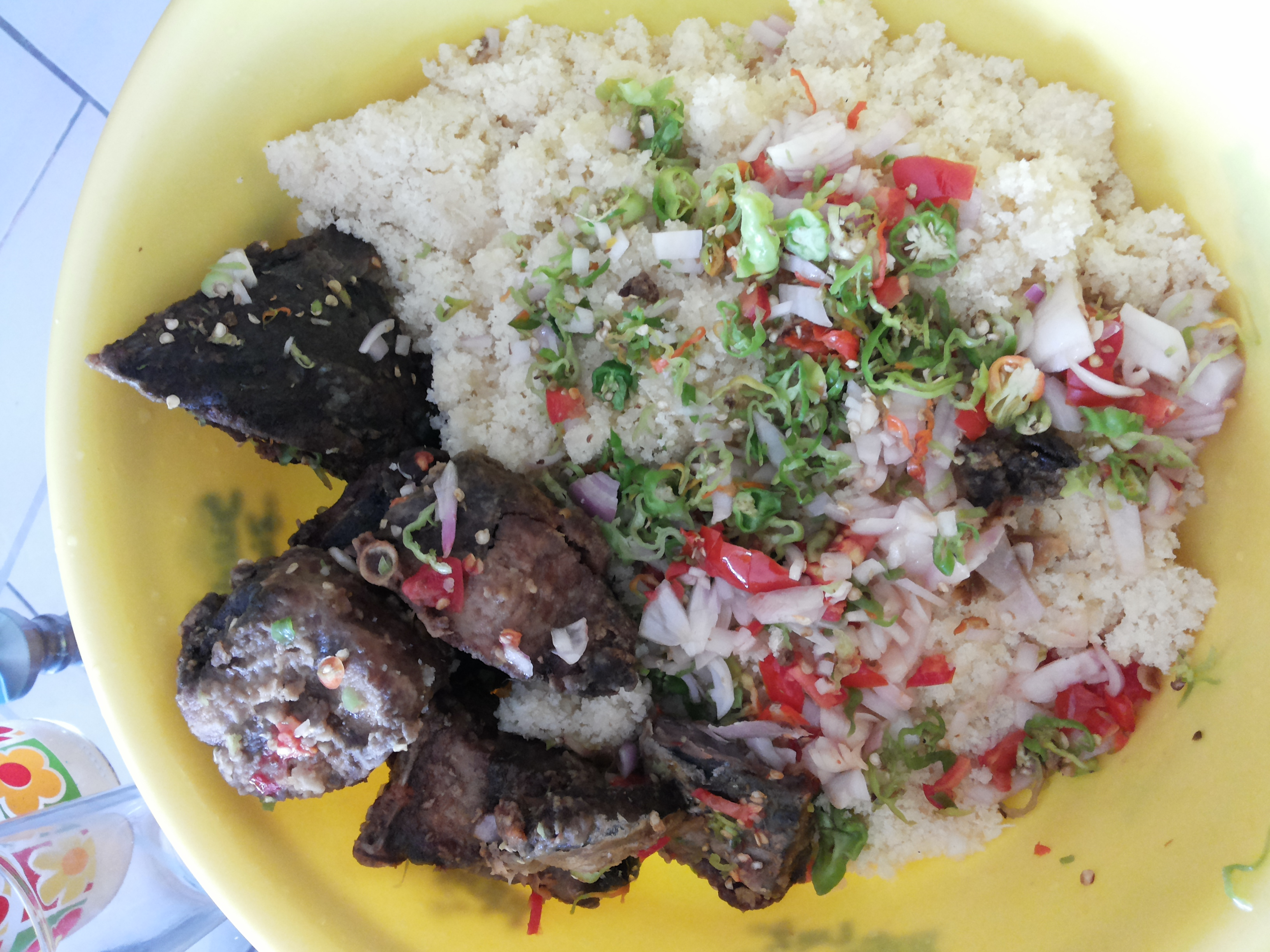
Attiéké con garba a base di tonno

Come suggerisce il nome, questa varietà viene preparata per accompagnare il garba, altra tipica pietanza ivoriana a base di tonno. Viene utilizzata la manioca macinata in piccolissimi granelli mescolati, da cui si ricava una pasta di manioca fermentata con un sapore molto forte e amaro. Inoltre, la fase di fermentazione è sostituita da una vagliatura che conferisce al piatto un composto molto regolare e con grani più agglomerati con un sapore molto acido. La manioca utilizzata è spesso di minore qualità in quanto sono ancora presenti le fibre della manioca. La sua diffusione e vendita è minore rispetto all'attiéké di qualità.

## Differenza con il cuscus
L'attiéké ha un gusto leggermente acido ed un odore deciso. I palati meno raffinati non sentono alcuna differenza con il cuscus di grano, anche se il colore più chiaro dell'attiéké, la sua consistenza più elastica e appiccicosa, l'aspetto leggermente traslucido lo differenziano sensibilmente dal cuscus. Anche il suo profumo è tipico. La più grande differenza sta nel fatto che l'attiéké è un prodotto fermentato, mentre il cuscus è un prodotto derivante direttamente dalla macinazione del grano.

## Accompagnamento
L'attiéké è tradizionalmente consumato come accompagnamento alla carne o al pesce, spesso anche con la salsa (trasparente o semitrasparente) tipica del sud della Costa d'Avorio. Può essere mangiato con le mani dopo aver formato palline. L'attiéké può anche essere mangiato con le uova in omelette per cena o come spuntino: questo pasto è di solito accompagnato da una miscela di cipolle e pomodori tagliati a dadini ed aromatizzati con spezie e aceto. L'attiéké può accompagnare anche frutti come l'avocado e talvolta le arachidi tostate.